# Auricupride

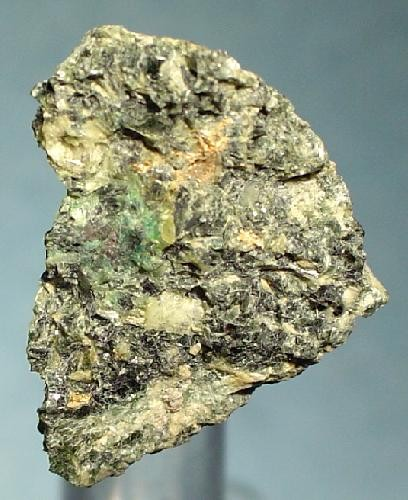
Auricupride

Auricupride is een natuurlijke legering van koper en goud met formule: Cu3Au. Het is erg gemakkelijk te smelten.
Het wordt vaak gevonden in Chili, Rusland en Zuid-Afrika.
Het semi-mythische metaal Orichalcum zou op deze legering kunnen slaan.